# Desglaç
Desglaç ('deshielo' en lengua castellana) es el título de un disco en lengua catalana del cantaor de flamenco Miguel Poveda editado en 2005, una coproducción entre la compañía discográfica Discmedi y el Taller de Músics. El CD se editó junto a un devedé que incluye un documental en el que se explican los detalles y la razón de ser de esta producción, con entrevista a Miguel Poveda e imágenes de la grabación del disco.

## Detalles de la producción[1]
Desglaç representa una original y arriesgada apuesta de interpretación en catalán de Poveda, su primer disco completo en esa lengua, disco en el que da vida musical a una interesante selección de obras de diversos poetas en lengua catalana en una producción discográfica de exquisita sensibilidad con músicas de diversos autores, por vez primera se edita un disco completo en catalán en la voz de un cantaor de flamenco, con magnífica aceptación por parte de público y crítica. Desglaç no es estrictamente un disco de flamenco, aunque la personalidad vocal de Poveda, remite de manera natural a ese género, ritmos que van del tango flamenco al bolero y del jazz a la bulería.
El 29 de junio de 2002, Miguel Poveda participa en el Festival Grec de Barcelona en el concierto Testimoni Verdaguer, acto central del año Verdaguer, en el TNC canta el poema A mos bescantadors con Agustí Fernández al piano, esta colaboración es el germen de su posterior disco Desglaç editado en 2005.
Ya en 2005 hace una primera presentación de Desglaç, esta producción no exenta de riesgo artístico se basa en textos de poetas en lengua catalana musicados para la ocasión por diversos músicos, Miguel Poveda participa por vez primera en la composición musical en alguno de los temas. Los poetas escogidos son Jacinto Verdaguer, Valentí Gómez-Oliver, Joan Margarit, Maria Mercè Marçal (2 temas), Joan Brossa, Enric Casasses, Narcís Comadira, Joan Barceló, Josep Piera, Sebastià Alzamora y Gabriel Ferrater. En la grabación del disco colaboran como invitados especiales las voces de Moncho y Miquel Gil.
El disco fue presentado en gira entre 2005 y 2007, con gran éxito de público, además de los temas grabados en el disco, se añaden al repertorio otros temas: No volveré a ser joven de Jaime Gil de Biedma (con música de Agustí Fernández y de Miguel Poveda), y posteriormente Marina de Josep Piera (con música de Gustavo Llull), o Al meu pare de Montserrat Abelló, durante la gira va trabajando en otros proyectos y colaboraciones, como su disco Tierra de calma. Le acompañaron en la gira, con algunas variaciones según el concierto, los músicos: Juan Gómez "Chicuelo", Marcelo Mercadante, Gustavo Llull, Roger Blavia, Andrés Serafini y Olvido Lanza. Grabado entre los meses de enero y octubre de 2005 en Rosazul Estudi de Barcelona. Portada: Fotografía de David Airob. Diseño gráfico y fotografía: Carles Llull. Documental en DVD: Lluís-Lleó Oller y Mary Adine Lambourne. Producción artística: Miguel Poveda. Texto: Pere Pons

## Temas[4]
- 1. A mos bescantadors. Autor: Jacinto Verdaguer. Música: Miguel Poveda y Agustí Fernández. Arreglos y piano: Joan Albert Amargós.
- 2. Tant se val. Autor: Valentí Gómez-Oliver. Música, arreglos y bandoneón: Marcelo Mercadante. Piano: Gustavo Llull. Contrabajo: Andrés Serafini.
- 3. No et veuré més. Autor: Joan Margarit. Música, arreglos y guitarra. Juan Gómez "Chicuelo". Arreglos y piano: Josep Mas "Kitflus". Saxo: Xavier Figuerola. Contrabajo: Ferran Cubedo. Percusiones: Roger Blavia. Palmas: Sonia Poveda y José María Tarriño. Con la colaboración de Moncho, el Gitano del Bolero.
- 4. Cançó del bes sense port. Autora: Maria Mercè Marçal. Música: Agustí Fernández. Arreglos y piano: Gustavo Llull.
- 5. Final!. Autor: Joan Brossa. Música: Miguel Poveda y Marcelo Mercadante. Arreglos y bandoneón: Marcelo Mercadante. Piano: Gustavo Llull. Contrabajo: Andrés Serafini.
- 6. Declaració Autor: Enric Casasses. Música, arreglos y piano: Joan Albert Amargós. Bandoneón: Marcelo Mercadante. Contrabajo: Andrés Serafini. Percusiones: Roger Blavia.
- 7. Boca seca Autor: Narcís Comadira. Música: Miguel Poveda. Santur: Dimitri Psonis. Con la colaboración de Miquel Gil.
- 8. Plany de maragdes. Autor: Joan Barceló. Música, arreglos y piano: José Reinoso. Contrabajo: Giulia Valle. Batería: David Xirgu. Con la colaboración de Antonio Serrano.
- 9. Ara. Autor: Josep Piera. Música: Miguel Poveda. Arreglos y piano: Joan Albert Amargós.
- 10. Jo, l'invertit de cos i d'ànima. Autor: Sebastià Alzamora. Música, arreglos y guitarra: Juan Gómez "Chicuelo". percusiones: Isaac Vigueras. palmas: Sonia Poveda y José María Tarriño.
- 11. Posseït. Autor: Gabriel Ferrater. Música: Miguel Poveda y Juan Gómez "Chicuelo". Arreglos y guitarra: Juan Gómez "Chicuelo". Bandoneón: Marcelo Mercadante. Contrabajo: Andrés Serafini. Percusiones: Roger Blavia.
- 12. Pare-esparver. Autor: Maria Mercè Marçal. Música y arreglos: Enric Palomar. Violín: Pere Bardagí y Emil Bolozan. Viola: Elizabeth Gex. Violonchelo: Manuel Martínez. Contrabajo: Miguel A. Cordero.

## Conciertos de la gira Desglaç
- Estreno: 30 de septiembre de 2005. Gerona. Teatre Sant Domènec. Festival Temporada Alta.
- 20 de noviembre de 2005. Barcelona. Auditori.
- 24 de marzo de 2006. Barcelona. Ateneu de Nou Barris.
- 20 de abril de 2006. Hospitalet de Llobregat. Teatre Joventut.
- 22 de abril de 2006. Rubí (Barcelona). Teatre La Sala.
- 5 de mayo de 2006. Cerdanyola del Vallés. Teatre Ateneu.
- 18 de mayo de 2006. Badalona. Teatre Zorrilla.
- 19 de mayo de 2006. Sant Boi de Llobregat. Can Massallera.
- 2 de junio de 2006. Madrid. Teatro Fernando Rojas. Círculo de Bellas Artes.
- 3 de junio de 2006. Manlleu. Jardins de Can Puget.
- 9 de junio de 2006. Santa Cruz de La Palma. Teatro Chico Municipal.
- 10 de junio de 2006. Zaragoza. Auditorio Eduardo Pueyo.
- 15 de junio de 2006. Toulouse (Francia). Claustre de Jacobin.
- 16 de junio de 2006. Palma de Mallorca. Teatre Lloseta.
- 23 de junio de 2006. Céret (Francia). VI Festival Querencias.
- 25 de junio de 2006. Mataró. Teatre Monumental.
- 27 de junio de 2006. Bañolas. Club Natació Banyoles. Festival (A)phònica.
- 5 de julio de 2006. Igualada (Barcelona). Parc de l´Estació Vella. Anòlia 2006.
- 15 de julio de 2006. Mollet del Vallés. Plaça Prat de la Riba.
- 6 de octubre de 2006. Gandía (Valencia). Teatre Serrano. Concierto grabado por la televisión local de Gandía.
- 8 de octubre de 2006. Palau-solità i Plegamans (Barcelona). Teatre de la Vila.
- 16 de octubre de 2006. Barcelona. Ateneo de Barcelona.
- 20 de octubre de 2006. San Cugat del Vallés. Teatre Auditori.
- 21 de octubre de 2006. Villafranca del Panadés. Cal Bolet.
- 4 de noviembre de 2006. Viladecans. Teatre Atrium. Grabado el concierto para ser emitido por televisión (TV3-Televisió de Catalunya).
- 9 de noviembre de 2006. Reus. Teatre Bartrina.
- 15 de febrero de 2007. Las Palmas de Gran Canaria. CICCA.
- 19 de mayo de 2007. Barberá del Vallés. Teatre Municipal Cooperativa.
- 30 de junio de 2007. Santa Coloma de Gramanet. Auditori Can Roig i Torres.
- 15 de octubre de 2007. Luxemburgo. Abadía de Neumünster. Sala Robert Krieps.